# Días de Blues
Días de Blues fue una banda de blues y hard rock que nació en Montevideo, Uruguay en 1972. Los tres integrantes provenían del grupo Opus Alfa, con el cual habían grabado un disco próximo a editarse, y obtenido una merecida notoriedad dentro y fuera de fronteras. Desde el punto de vista musical el grupo se constituyó en el power trio más importante que había dado el Uruguay hasta ese momento; siendo además un importante antecedente en el nacimiento del hard rock en el país. Por otra parte la banda cuidó e hizo especial hincapié en las letras; las cuales no sólo utilizan el mismo lenguaje popular sino que son directas y muy conscientes de su contenido.

## Historia

### Preestreno en el Teatro Solís
El grupo se presentó por primera vez  en el Teatro Solís de Montevideo compartiendo escenario con el músico argentino Litto Nebbia, el 18 de junio de 1972. Los más de mil espectadores presentes los apabullaron con aplausos y ovaciones.

### Presentación formal en solitario
El primer recital enteramente propio fue rápidamente organizado en menos de diez días, y tuvo lugar el 4 de julio de 1972 en el Teatro Nuevo Stella de Montevideo. Dicho concierto puede ser perfectamente considerado como uno de los primeros recitales de hard rock llevados a cabo en Uruguay; suponiendo además una importante innovación  no sólo musical sino también desde el punto de vista de la amplificación. Allí tocaron las ocho canciones que posteriormente formarían parte de su primer disco y otras que a día de hoy se mantienen inéditas: “Nuestro Deseo”, “No entiendo nada”, “Días de Blues”, “Están locos” y “Ha pasado mucho tiempo”; todas ellas material original compuesto por el propio grupo.

### Macro Festivales en Uruguay y Argentina y primer disco
La propuesta innovadora Días de Blues fue inmensamente apreciada por el público local y así se sucedieron más actuaciones como por ejemplo en la Biblioteca Nacional y luego en un gran festival en el Velódromo de Montevideo. Tal y como ocurriese con Opus Alfa, “Días de Blues” actuó también con enorme éxito en el Festival BAROCK en Argentina el 27 de octubre de 1972; dando lugar a que su primer disco se editase también allí a través del sello Trova.

### Grabación del disco L.P. y comienzo de los cambios
El disco debut de Días de Blues se grabó en noviembre de 1972 en los estudios ION de Buenos Aires por Carlos Píriz y fue editado a principios de 1973. La edición uruguaya tenía en la carátula una excelente ilustración del dibujante, caricaturista y viñetista uruguayo Celmar Poumé, la cual lamentablemente no fue tenida en cuenta en la edición argentina. Debido al deterioro de la situación política en el Uruguay de 1973, la cual desembocaría en un golpe de Estado, Jorge Barral emigra a España y Daniel Bertolone hace lo mismo pero con destino a Australia. Jorge Graf siguió adelante con el grupo con diferentes músicos. En el bajo estuvieron Ángel Armagno y Gustavo “Mamut” Muñoz, mientras que en la guitarra han hecho lo propio Freddy Ramos y Daniel Henestrosa. A mediados de los años 70, Jorge Graf emigra a Italia regresando a Uruguay ya en la década siguiente. En 1987 se forma un gran conglomerado de músicos que se llamó Rómulo Bogalle y la Banda de Días de Blues. Esta big band cultivaba un estilo con una cierta raíz bluesística pero más orientada hacia el candombe; ya que contaba con una cuerda completa de tambores además de la batería de Jorge Graf. Allí alinearon entre otros Mario Cilindrón al bajo, Raúl Lema y Álvaro Armesto en vientos, Fernando Labrada en guitarra y Rómulo Bogalle en voz y por otra parte autor de la mayoría de las canciones. La última reencarnación de “Días de Blues” actuó entre 1991 y 1992 y contó con tres guitarristas: “Palito” Elissalde, Luis Firpo y Lulo Higgs; manteniéndose a la batería Jorge Graf  e incorporando al bajista Gerardo Babuglia y al cantante Heber Píriz. Dejaron un casete grabado en vivo en el Teatro Stella los días 13 y 14 de noviembre de 1991, llamado “En vivo-Grabación Digital” y editado por el sello Sondor. Con el paso de los años “Días de Blues” se ha convertido en grupo de culto y su primer disco profusamente reeditado en países como Alemania e Italia. Su influencia puede detectarse en ciertas canciones de grupos como La Banda de la Luna Azul, El conde de Saint Germain, La Tabaré Banda o el también power trio Incandescente Blues Band.

## Integración original
- Jorge Barral, bajo, guitarra acústica, orrigontófono y voz
- Daniel Bertolone, guitarra, slide, Armónica, pianola  y voz
- Jorge Graf, batería y pianola

## Discografía
|                                         |         |                          |             |           |           |
| Título                                  | Formato | Discográfica             | Nº catálogo | País      | Año       |
| Días de Blues                           | LP      | Trova                    | XT80054     | Argentina | 1972      |
| Días de Blues                           | LP      | De la Planta             | KL 8332     | Uruguay   | 1973      |
| Opus Alfa/Días de Blues                 | LP      | Clave                    | No info.    | Uruguay   | 1976-79 ? |
| Rock Nacional 1971/1976. Varios grupos. | LP      | Sondor                   | 44.521      | Uruguay   | 1987      |
| En vivo                                 | Casete  | Sondor                   | 4.748-4     | Uruguay   | 1991      |
| Opus Alfa/Días de Blues                 | CD      | Posdata, Lic. Sondor     | S 1014      | Uruguay   | 1998      |
| Dias De Blues                           | LP      | Little Butterfly Records | LBR10       | Uruguay   | 2017      |